# 裸のマハ
『裸のマハ』（はだかのマハ、スペイン語: La Maja desnuda）は、スペインの画家フランシスコ・デ・ゴヤによって描かれた油絵である。

## 概要
97×190cm。1797年から1800年の間に描かれた。後にゴヤは、多少ポーズを変えて衣服を着せた『着衣のマハ』も描いている。着衣と明らかに異なる所は繊細な光や色彩の表現である。
西洋美術で、初めて実在の女性の陰毛を描いた作品といわれている。そのため、当時のスペインでは問題になった。この絵が誰の依頼によって描かれたかを明らかにするために、ゴヤは何度か裁判所に呼ばれた。ゴヤは他人から依頼を受けて絵を描くことが多かったからである。しかし、結局、ゴヤが口を割ることはなかった。『裸のマハ』『着衣のマハ』の2点ともに、首相であったマヌエル・デ・ゴドイの邸宅から見つかっている。そのため、ゴドイの依頼を受けて描かれたものと言われている。裁判の後、絵は100年弱の間、プラド美術館の地下にしまわれた。公開されたのは、1901年のことであった。

## モチーフの女性は誰か
モチーフの女性が誰であるかについて、ゴヤは明らかにしていない。マハ（maja）とは、「小粋な女（小粋なマドリード娘）」という意味のスペイン語であり、人名ではない。彼女らは、この地方独特の歯切れの良い発音と言い回しで、若い男と戯れ、時には自由奔放な生活を楽しんだ。そのため、しばしば議論の対象となるが、主に2つの説がある。1つはゴヤと関係のあったアルバ女公爵マリア・デル・ピラール・カィエターナ（カイェテナ）を描いたとする説。もう1つはゴドイの愛人であったペピータを描いたとする説である。